# Trasporti in Svizzera
Questa voce raccoglie le principali tipologie di trasporti in Svizzera.

## Trasporto pubblico
Il trasporto pubblico in Svizzera gode di un'alta considerazione. La Confederazione gestisce la rete ferroviaria più densa del mondo e le località non raggiunte dalla ferrovia sono servite da linee di bus o autopostale.
Anche i trasporti in montagna in Svizzera godono di un'alta considerazione, soprattutto dal punto di vista turistico. Per una lista di tutte le funivie aeree del paese vedi:
- Lista di funivie aeree in Svizzera

### Ferrovia

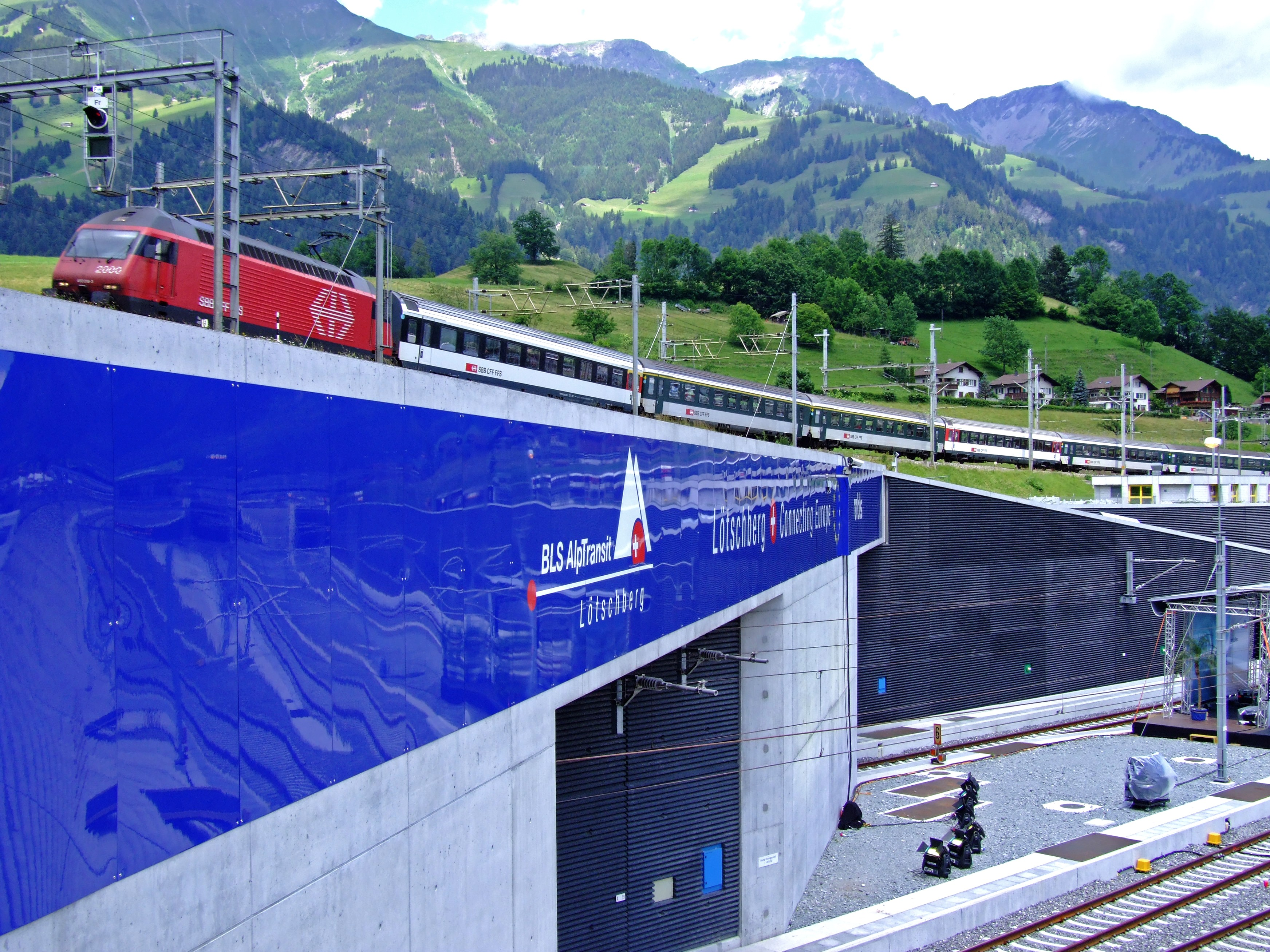
L'entrata nord della galleria di base del Lötschberg, terza più lunga del mondo con un intercity che si sta dirigendo verso la vecchia linea del Lötschberg

L'infrastruttura ferroviaria è gestita principalmente dalle Ferrovie Federali Svizzere, e, in misura secondaria, dalle BLS SA e altre piccole società locali. I gestori dell'infrastruttura vendono poi le tracce alle società che gestiscono le linee.
- lunghezza totale della rete: 5.063 km
- a scartamento normale: 3.652 km (3.641 km elettrificati), con uno scartamento di 1435 mm.
- a scartamento ridotto: 1.383 km (1.353 km elettrificati), la maggior parte con uno scartamento di 1000 mm.

In Svizzera c'è un numero particolarmente alto di società ferroviarie, la cui proprietà può essere privata o dei cantoni.

#### Collegamenti ferroviari con paesi confinanti
Vi sono collegamenti ferroviari con tutti e cinque i paesi confinanti con la Svizzera (Italia, Francia, Austria, Germania, Liechtenstein).

### Sistemi di metropolitana
- Metropolitana di Losanna 2 linee (13,7 km - 28 stazioni)

### Società di trasporto pubblico
- AutoPostale Svizzera
- Bernmobil
- Stadtbus Winterthur
- Transports publics de la région lausannoise
- Transports publics genevois
- Verkehrsbetriebe Luzern
- Verkehrsbetriebe der Stadt St. Gallen
- Verkehrsbetriebe Zürich

## Sistema stradale
- totali: 71.059 km asfaltate (2002)

### Elenco di autostrade
- A1 da Sankt Margrethen a Ginevra (confine francese)
- A2 Basilea (confine tedesco) - Olten - Lucerna - Seelisberg - Altdorf - Gottardo - Bellinzona - Lugano - Chiasso (confine italiano)
- A3 Basilea (confine francese) - Augst - Brugg - Birmenstorf/Zurigo - Thalwil - Pfäffikon - Ziegelbrücke - Sargans
- A4 Bargen - Sciaffusa - Winterthur/Zurigo - Knonau - Cham - Brunnen - Altdorf
- A5 Luterbach - Soletta - (Biel/Bienne - La Neuveville) - Neuchâtel - Yverdon
- A6 Lyss - Schönbühl/Berna - Thun - Wimmis
- A7 Kreuzlingen - Weinfelden - Frauenfeld - Winterthur
- A8 Hergiswil - Sarnen - (Sachseln - Brünig - Brienzwiler) - Interlaken - Spiez
- A9 Vallorbe - Chavonay / Villars-Ste-Croix - Losanna - Vevey - Sion - Sierre - Visp - Briga - Sempione - Gondo (confine italiano)
- A10 Muri bei Bern - Rüfenacht
- A11 Zurigo - Aeroporto di Zurigo
- A12 Berna - Friborgo - Bulle - Vevey
- A13 Sankt Margrethen - Buchs SG - Sargans - Landquart - Coira - Thusis - San Bernardino - Bellinzona / Locarno
- A14 Lucerna - Cham
- A16 Boncourt (confine francese) - Porrentruy - Delémont - Moutier - Biel/Bienne ("Transjurane")
- A18 Basilea - Reinach
- A19 Briga - Naters
- A20 Anello nord di Zurigo
- A21 Martigny - Gran San Bernardo (confine italiano)
- A50 Zweidlen - Glattfelden
- A51 Bülach - Zurigo
- A52 Zumikon - Hinwil
- A53 Kloten - Reichenburg

## Porti
Basilea

### Trasporto fluviale
- 65 km; Reno (da Basilea a Rheinfelden, da Sciaffusa al Lago di Costanza)

### Trasporto lacustre
- 12 laghi navigabili

## Aeroporti

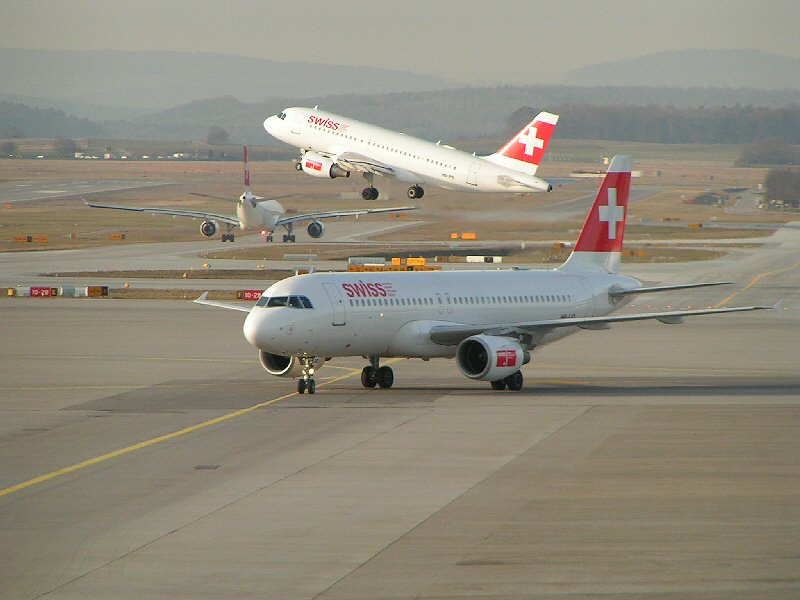
Vista dalle piste dell'aeroporto di Zurigo

66 (2002)

### Hubs
- Aeroporto internazionale di Zurigo

### Aeroporti con piste asfaltate
- totale: 41

Lunghezza piste:
- oltre 3.047 m: 3
  - Aeroporto internazionale di Zurigo-Kloten
  - Aeroporto Internazionale di Ginevra
  - Aeroporto internazionale di Basilea-Mulhouse-Friburgo
- tra 2.438 e 3.047 m: 5
- tra 1.524 e 2.437 m: 10
- tra 914 e 1.523 m: 9
  - Aeroporto di Berna
  - Aeroporto di Lugano-Agno
- sotto i 914 m: (2002)

### Aeroporti con piste non asfaltate
- totale: 25
- tra 1.524 e 2.437 m: 1
- sotto 914 m: 24 (2002)

### Compagnia aerea nazionale
- Swiss (prima Swissair)

### Eliporti
1 (2002)